# Division mit Rest
Die Division mit Rest ist ein mathematischer Satz aus der Algebra und der Zahlentheorie. Er besagt, dass es zu zwei Zahlen {\displaystyle n} und {\displaystyle m\neq 0} eindeutig bestimmte Zahlen {\displaystyle a} und {\displaystyle b} gibt, für die
{\displaystyle n=a\cdot m+b\,,\quad 0\leq b<|m|}
gilt. Die Zahlen {\displaystyle a} und {\displaystyle b} lassen sich durch die schriftliche Division ermitteln.
Die Division mit Rest ist auch für Polynome definiert. Die allgemeinste mathematische Struktur, in der es eine Division mit Rest gibt, ist der euklidische Ring.

## Natürliche Zahlen
Wenn zwei natürliche Zahlen, der Dividend {\displaystyle a} und der Divisor {\displaystyle b} (ungleich 0), mit Rest dividiert werden sollen, wenn also
{\displaystyle a:b}
berechnet werden soll, so wird gefragt, wie man die Zahl {\displaystyle a} als Vielfaches von {\displaystyle b} und einem „kleinen Rest“ darstellen kann:
{\displaystyle a=c\cdot b+r}
Hier ist {\displaystyle c} der sogenannte Ganzzahlquotient und {\displaystyle r} der Rest.
Entscheidende Nebenbedingung ist, dass {\displaystyle r} eine der Zahlen {\displaystyle 0,1,\dotsc ,b-1} ist. Hierdurch wird {\displaystyle r} eindeutig bestimmt.
Der Rest ist also die Differenz zwischen dem Dividenden und dem größten Vielfachen des Divisors, das höchstens so groß ist wie der Dividend. Ein Rest ungleich 0 ergibt sich folglich genau dann, wenn der Dividend kein Vielfaches des Divisors ist. Man sagt auch: Der Dividend ist nicht durch den Divisor teilbar, weshalb ein Rest übrigbleibt.
Liegt der Divisor fest, so spricht man beispielsweise auch vom Neunerrest einer Zahl, also dem Rest, der sich bei Division dieser Zahl durch neun ergibt.

### Beispiele
- 9 : 4 = 2, Rest 1, da 9 = 4 × 2 + 1 („vier passt zweimal in neun und es bleibt eins übrig“ – der Rest ist also eins)
- 2 : 4 = 0, Rest 2, da 2 = 4 × 0 + 2
- 4 : 4 = 1, Rest 0, da 4 = 4 × 1 + 0

Die hier verwendete Schreibweise wird so in Grundschulen und teilweise auch in weiterführenden Schulen verwendet, ist fachwissenschaftlich aber problematisch und nicht ganz korrekt, da sie die Transitivität der Äquivalenzrelation „=“ verletzt. Man erhält bei dieser Schreibweise z. B. für die unterschiedlichen Divisionen 9 : 4 und 5 : 2 scheinbar das gleiche Ergebnis, nämlich (2, Rest 1), woraus gemäß «Sind zwei Zahlen einer dritten gleich, so sind sie untereinander gleich» irrigerweise 2,25 = 9/4 = (2, Rest 1) = 5/2 = 2,5 folgen würde.  Oft werden daher die Schreibweisen 9 : 4 = 2 + 1 : 4 oder auch  9 = 4 × 2 + 1 vorgezogen.

### Bestimmung des Restes für spezielle Teiler
Häufig kann man den Rest an der Dezimaldarstellung ablesen:
- Bei Division durch 2: Der Rest ist 1, wenn die letzte Ziffer ungerade ist, bzw. 0, wenn die letzte Ziffer gerade ist.
- Bei Division durch 3: Der Rest ist gleich dem Rest, den die iterierte Quersumme bei Division durch 3 lässt.
- Bei Division durch 5: Der Rest ist gleich dem Rest, den die letzte Ziffer bei Division durch 5 lässt.
- Bei Division durch 9: Der Rest ist gleich dem Rest, den die iterierte Quersumme bei Division durch 9 lässt.
- Bei Division durch 10 (oder 100, 1000, …): Der Rest ist die letzte Ziffer (oder die beiden, drei … letzten Ziffern). Analoge Regeln gelten auch in anderen Stellenwertsystemen.

Ähnliche, wenn auch etwas kompliziertere Regeln existieren für etliche weitere Teiler.

## Ganze Zahlen
Ist {\displaystyle b} eine negative ganze Zahl, dann gibt es keine natürlichen Zahlen zwischen 0 und {\displaystyle b-1}, die für den Rest {\displaystyle r} in Frage kämen. Unter den vielen Möglichkeiten sind die folgenden drei die interessantesten:
1. Stattdessen kann man fordern, dass der Rest {\displaystyle r} zwischen 0 und {\displaystyle |b|-1} (dem Betrag von {\displaystyle b} minus 1) liegt.
2. Alternativ kann man aber auch verlangen, dass der Rest {\displaystyle r} zwischen {\displaystyle b+1} und 0 liegt, also dasselbe Vorzeichen hat wie {\displaystyle b.}
3. Eine dritte Möglichkeit ist, den betragskleinsten Rest {\displaystyle r} zu wählen. Diese Variante liefert für {\displaystyle a=b\cdot c+r} die beste Näherung {\displaystyle b\cdot c} für {\displaystyle a.}

### Beispiel
Dividiert man negative Zahlen, ergibt sich folgendes Bild:
```
 7 : 3 = 2 Rest 1
−7 : 3 = −2 Rest −1
```

Übertragen auf negative Teiler, folgt:
```
 7 : −3 = −2 Rest 1
−7 : −3 = 2 Rest −1
```

(Hierbei wird für die Wahl von Quotient und Rest zunächst so getan, als gäbe es keine Vorzeichen, sie werden sozusagen nach der „eigentlichen Berechnung wieder hinzugefügt“). Als Ganzzahlquotient wird hier immer ein Wert bestimmt, dessen Betrag nicht größer als der Betrag des (rationalen) Quotienten ist. Der Rest und sein Vorzeichen folgen aus der Wahl des Quotienten.
Wie groß der Rest bei einer Division nun ausfällt, ist eigentlich Geschmackssache. Denn es steht jedem frei, nur einen Teil einer gegebenen Größe zu teilen, den verbleibenden Rest erklärt er einfach zum „Rest“. Lassen wir hierbei auch zu, dass „Schulden“ gemacht werden dürfen, sind beispielsweise alle folgenden Ergebnisse zulässig:
```
 7 : 3 = 1 Rest 4
 7 : 3 = 2 Rest 1
 7 : 3 = 3 Rest −2
```

oder
```
−7 : 3 = −1 Rest −4
−7 : 3 = −2 Rest −1
−7 : 3 = −3 Rest 2
```

Zur Normierung wird in der Mathematik die Konvention verwendet, die Vorzeichen der Reste aus denen der Teiler zu beziehen und den Betrag des Rests kleiner als den Betrag des Divisors zu machen, woraus sich immer eine eindeutige Lösung ergibt, wie in den folgenden Beispielen dargestellt:
```
 7 : 3 = 2 Rest 1
−7 : 3 = −3 Rest 2
 7 : −3 = −3 Rest −2
−7 : −3 = 2 Rest −1
```

Hierbei kann die Zugehörigkeit einer Zahl zu einer Restklasse direkt am Rest abgelesen werden.

### Implementierung in Computersystemen
DIV- und MOD-Befehle bzw. Operatoren (für ganzzahlige Division und Restbildung) sind in den meisten Programmiersprachen und Prozessoren implementiert.
Einige Programmiersprachen und Computeralgebrasysteme tragen der Vielfalt von Konventionen Rechnung, indem sie zwei Modulo- oder Rest-Operatoren zur Verfügung stellen. In der Programmiersprache Ada hat:
- (A rem B) dasselbe Vorzeichen wie A und einen Absolutwert kleiner als der Absolutwert von B
- (A mod B) dasselbe Vorzeichen wie B und einen Absolutwert kleiner als der Absolutwert von B

## Modulo
Modulo berechnet den Rest {\displaystyle b} der Division {\displaystyle n} geteilt durch {\displaystyle m}. Man kann eine Funktion definieren, die jedem Zahlenpaar {\displaystyle (n,m)} einen eindeutigen Teilerrest {\displaystyle b} zuordnet. Diese nennt man Modulo (von lat. modulus, Kasus Ablativ, also: ‚(gemessen) mit dem (kleinen) Maß (des …)‘) und kürzt sie meistens mit mod ab.
In Programmiersprachen, die B-Abkömmlinge sind, wie C oder Java, wird die Funktion durch % (Prozentzeichen) dargestellt und als Operator behandelt. Frühe Programmiersprachen kannten den Operator mod noch nicht, nur den Datentyp des ganzzahligen Werts integer (abgekürzt INT); darum wurde der Divisionsrest nach der Formel {\displaystyle {\bigg (}{\frac {n}{m}}-{\texttt {INT}}\left({\frac {n}{m}}\right){\bigg )}\cdot m} errechnet und wegen der damaligen Rechenungenauigkeit beim Dividieren dann auf den ganzzahligen Wert gerundet.
Wir betrachten die Funktion
{\displaystyle \operatorname {mod} \colon \mathbb {Z} \times (\mathbb {Z} \setminus \{0\})\to \mathbb {Z} ,\quad (a,m)\mapsto a{\bmod {m}}:=a-\left\lfloor {\frac {a}{m}}\right\rfloor \cdot m.}
Die Gaußklammer {\displaystyle \lfloor \cdot \rfloor } bezeichnet die größte ganze Zahl, die nicht größer als die Zahl in der Gaußklammer ist, also, falls positiv, der ganze Anteil ohne die Nachkommastellen. Hier gilt stets
{\displaystyle (a+km){\bmod {m}}=a{\bmod {m}}} für alle {\displaystyle k\in \mathbb {Z} ,}
aber im Allgemeinen ist
{\displaystyle (-a){\bmod {m}}\neq -(a{\bmod {m}}),} z. B. {\displaystyle (-2){\bmod {3}}=1\neq -2=-(2{\bmod {3}}).}
Ist {\displaystyle m} positiv, so ist {\displaystyle a{\bmod {m}}\geq 0} für alle {\displaystyle a.}
Neben dieser „mathematischen Variante“ wird oft auch eine ähnliche Funktion als Modulo bezeichnet, die für negative Argumente unterschiedliche Ergebnisse liefert und „symmetrische Variante“ genannt wird:
{\displaystyle (a{\bmod {m}}):=a-m\cdot (a\,\operatorname {div} \,m)}
Dabei bezeichnet {\displaystyle a\,\operatorname {div} \,m} den zur Null hin gerundeten Quotienten {\displaystyle a\,/\,m}, gegeben durch {\displaystyle a\,\operatorname {div} \,m=\operatorname {sgn}(a)\;\operatorname {sgn}(m)\left\lfloor {\frac {|a|}{|m|}}\right\rfloor }, wobei {\displaystyle \operatorname {sgn}(x)} die Vorzeichenfunktion bezeichnet. Für diese Variante gilt
{\displaystyle (-a){\bmod {m}}=-(a{\bmod {m}}),}
aber im Allgemeinen
{\displaystyle (a+km){\bmod {m}}\neq a{\bmod {m}},} z. B. {\displaystyle (1-3){\bmod {3}}=(-2){\bmod {3}}=-2\neq 1=1{\bmod {3}}.}
{\displaystyle a{\bmod {m}}} hat stets dasselbe Vorzeichen wie {\displaystyle a}, oder es gilt {\displaystyle a{\bmod {m}}=0}.
Gilt {\displaystyle a\geq 0} und {\displaystyle m>0}, so ergeben beide Varianten dasselbe Ergebnis. In Programmiersprachen ist die implementierte Variante nicht einheitlich. So verwenden Ruby, Perl, Python, Excel und der Rechner der Googlesuche die mathematische Variante, wohingegen C, Java, JavaScript und PHP die symmetrische einsetzen, was besonders wichtig bei Portierungen ist.
Steht in einer Sprache wie C(++) oder Java nur die symmetrische Variante zur Verfügung, kann man Ergebnisse nach der mathematischen Variante erhalten mit:
{\displaystyle a{\bmod {b}}} = ((a % b) + b) % b,
wobei % die symmetrische Modulooperation bezeichnet und {\displaystyle \operatorname {mod} } die mathematische.

### Beispiele
- {\displaystyle 17{\bmod {3}}=2,} da {\displaystyle 17=5\cdot 3+2} („3 passt fünfmal in 17 und es bleiben 2 übrig“ – der Rest ist also 2)
- {\displaystyle 2{\bmod {3}}=2,} da {\displaystyle 2=0\cdot 3+2}
- {\displaystyle 3{\bmod {3}}=0,} da {\displaystyle 3=1\cdot 3+0}
- {\displaystyle -8{\bmod {6}}=-8-\left\lfloor {\frac {-8}{6}}\right\rfloor \cdot 6=-8-((-2)\cdot 6)=-8+12=4}

Aus {\displaystyle a{\bmod {m}}=b{\bmod {m}}} folgt nicht {\displaystyle a=b}, sondern nur, dass sich {\displaystyle a} und {\displaystyle b} um ein ganzzahliges Vielfaches von {\displaystyle m} unterscheiden, also: {\displaystyle a=b+(k\cdot m)} mit {\displaystyle k\in \mathbb {Z} }. Eine derartige Gleichung kann auch einfacher mit Hilfe der in der Zahlentheorie verbreiteten Kongruenzrelation geschrieben werden:
{\displaystyle a\equiv b\mod m} oder auch {\displaystyle a\equiv _{m}b}
Üblich ist auch die Schreibweise
{\displaystyle a=b{\pmod {m}},}
sowohl mit als auch ohne die Klammer, und zwar nicht nur, wo dies ohne die Klammer bei Betrachtung als Restoperator stimmen würde, etwa {\displaystyle 1=11{\pmod {10}},} sondern auch sonst:
{\displaystyle 11=1{\pmod {10}}} oder gar
{\displaystyle 11=21{\pmod {10}}}
Hintergrund ist hier, dass man dann die durch den Repräsentanten 1 eindeutig bestimmte Äquivalenzklasse der zu 1 modulo m kongruenten Zahlen als ein Element des Restklassenrings {\displaystyle \mathbb {Z} _{m}} versteht; in diesem Sinne sind die beiden Ausdrücke als verschiedene Repräsentanten derselben Äquivalenzklasse tatsächlich gleich. In der Praxis ergibt sich kein Unterschied zur Verwendung des Kongruenzsymbols.

## Grundrechenarten modulo einer natürlichen Zahl
Ist die Zahl m eine Primzahl, so kann man die aus den reellen Zahlen gewohnten Grundrechenarten mit anschließender Modulo-Berechnung anwenden und erhält einen sogenannten endlichen Körper.

### Beispiele
- Modulo 3: {\displaystyle \left((2{\bmod {3}})+(2{\bmod {3}})\right){\bmod {3}}=4{\bmod {3}}=1{\bmod {3}}}
- Modulo 5: {\displaystyle \left((3{\bmod {5}})\cdot (3{\bmod {5}})\right){\bmod {5}}=9{\bmod {5}}=4{\bmod {5}}}

## Verallgemeinerung: Reelle Zahlen
Sind {\displaystyle a} und {\displaystyle b} reelle Zahlen, {\displaystyle b} ungleich 0, dann kann man eine Division "{\displaystyle a} durch {\displaystyle b} mit Rest" folgendermaßen definieren: Der ganzzahlige Quotient {\displaystyle c} und der Rest {\displaystyle r} im halboffenen Intervall {\displaystyle [0,|b|)} sind diejenigen (eindeutig bestimmten) Zahlen, die die Gleichung {\displaystyle a=b\cdot c+r} erfüllen.
Auch hier gibt es die Alternativen, dem Rest dasselbe Vorzeichen wie {\displaystyle b} zu geben oder den betragskleinsten Rest zu wählen. Letztere Alternative entspricht der Rundung: Die Division mit Rest von {\displaystyle a} durch 1 liefert eine ganze Zahl {\displaystyle c} und eine reelle Zahl {\displaystyle r} mit Betrag kleiner oder gleich 1/2, die die Gleichung {\displaystyle a=c+r} erfüllen. Die Zahl {\displaystyle c} ist der auf ganze Zahlen gerundete Wert von {\displaystyle a}.
Es ist zu beachten, dass hierbei der Quotient nicht aus derselben Menge (der reellen Zahlen) genommen wird wie Divisor und Dividend.

## Polynome
Bei der Division mit Rest für Polynome muss das als Divisor auftretende Polynom {\displaystyle f(X)} aus dem Polynomring {\displaystyle R[X]} (über {\displaystyle R}, einem kommutativen Ring mit {\displaystyle 1}) eine Voraussetzung erfüllen: Der Leitkoeffizient von {\displaystyle f(X)} muss eine Einheit von {\displaystyle R} sein (insbes. ist {\displaystyle f(X)} nicht das Nullpolynom). Unter dieser Bedingung gibt es zu jedem {\displaystyle g(X)\in R[X]} eindeutig bestimmte Polynome {\displaystyle q(X),r(X)\in R[X]} mit
{\displaystyle g(X)=q(X)\cdot f(X)+r(X)}
{\displaystyle \operatorname {deg} (r)<\operatorname {deg} (f)}
Dabei wird dem Nullpolynom ein kleinerer Grad als jedem anderen Polynom gegeben, beispielsweise {\displaystyle -\infty }.
Beispiel{\displaystyle 2X^{2}+4X+5=(2X+2)(X+1)+3\in \mathbb {R} [X]}
Die Polynome {\displaystyle q(X)} und {\displaystyle r(X)} lassen sich durch Polynomdivision bestimmen.

## Anwendung

### Programmierung
Die Division mit Rest (Modulo) wird in der Programmierung relativ häufig verwendet. Der entsprechende Operator heißt in unterschiedlichen Programmiersprachen oft mod oder %. Man kann etwa prüfen, ob eine gegebene Zahl {\displaystyle x} gerade ist, indem man folgende Abfrage durchführt: if x mod 2 == 0. Modulo kann man auch nutzen, wenn man in einer Schleife lediglich bei jedem {\displaystyle x}-ten Schleifendurchlauf einen speziellen Programmcode ausführen will. Auch bei vielen Berechnungen und Algorithmen ist der Operator sinnvoll einsetzbar. Allgemein kann man mit mod prüfen, ob eine Zahl durch eine andere genau teilbar ist: Nur dann liefert der Modulo-Operator den Wert 0. Des Weiteren muss man in der Programmierung oft auf ganze Vielfache einer Zahl ergänzen (z. B. 4 Bytes) und kann durch den Modulo errechnen, wie viele „Pad-Bytes“ noch fehlen. Durch die Funktion divMod werden Ganzzahlquotient und Rest zusammen berechnet.
BeispielMan programmiert eine Uhr und hat die Zeit als Sekundenwert seit 0 Uhr gegeben. Dann kann man den Sekundenwert mod 3600 berechnen. Ist dieser gleich 0, so weiß man, dass eine volle Stunde angefangen hat. Diese Information kann man nutzen, um z. B. ein akustisches Signal (Gong zur vollen Stunde) auszulösen. Mit der Berechnung Sekundenwert mod 60 erhält man die Sekunden seit der letzten vollen Minute, die oftmals von Digitaluhren als letzte zwei Stellen angezeigt werden.
Wenn der Divisor {\displaystyle b} eine Zweierpotenz ist, kann der Divisionsrest {\displaystyle a\operatorname {mod} b} auch mit dem bitweisen Und-Operator (UND) berechnet werden. Denn dann ist {\displaystyle a\,\operatorname {mod} \,b=a\,\operatorname {UND} \,(b-1)}. Mit dieser Operation erhält man die niedrigwertigsten Bits oder letzten Ziffern im Dualsystem.

### Weitere Anwendungen
- Berechnung der Prüfziffer der Internationalen Standardbuchnummer
- Prüfsummen-Formel Luhn-Algorithmus zur Bestätigung von Identifikationsnummern wie Kreditkartennummern und kanadische Sozialversicherungsnummern
- Prüfsummenberechnung bei CRC und FEC auf Ganzzahl- oder Binärbasis
- Kalenderberechnung (die relativ komplizierte Berechnung des Osterdatums), siehe auch Zellers Kongruenz.
- Berechnung der Prüfsumme der Internationalen Bankkontonummer (IBAN)
- In der Kryptographie, beim Diffie-Hellman-Schlüsselaustausch oder beim RSA-Kryptosystem
- Berechnung der Geometrie von Schröderdiffusoren
- Bildung binärer Fraktale